# Conospermum eatoniae
Conospermum eatoniae (лат.) — кустарник, вид рода Коноспермум (Conospermum) семейства Протейные (Proteaceae), эндемик Западной Австралии.

## Ботаническое описание
Conospermum eatoniae — разветвлённый кустарник высотой до 75 см и шириной до 1 м. Листья прикорневые, обратнояйцевидно-продолговатые, присутствуют только на молодых растениях. Соцветие — метёлка; вторичное ветвление дихотомическое, оканчивается головкой из 2-10 цветков; прицветники округлые, 1,8-2,8 мм длиной, 2,5-3,8 мм шириной, бледно-зелёные. Околоцветник голубой, гладкий; трубка длиной 1,5-4 мм; верхняя губа яйцевидная, 3,5-5 мм длиной, 1-1,7 мм шириной, с загнутой острой вершиной; нижняя губа объединена на 1,3-2,5 мм. Плод — орех длиной 2 мм, шириной 1,8 мм, оранжевый бархатистый; волоски по окружности около 1 мм длиной, оранжевого цвета.

## Таксономия
Впервые этот вид был описан немецким ботаником Эрнстом Георгом Притцелем в 1904 году на основе образца, собранного Притцелем в Таммине, в рамках работы Притцеля и Людвига Дильса Fragmenta Phytographiae Australiae occidentalis. Beitrage zur Kenntnis der Pflanzen Westaustraliens, ihrer Verbreitung und ihrer Lebensverhaltnisse, опубликованных в Botanische Jahrbücher fur Systematik, Pflanzengeschichte und Pflanzengeographie. Единственный синоним — Conospermum crassinervium.

## Распространение
C. eatoniae — эндемик Западной Австралии. Встречается в округе Уитбелт в Западной Австралии на песчаных почвах. Произрастает от Куроу на юг до Гумалинга и на восток до Таммина.

## Экология
Вариация морфологии метёлки, по-видимому, связана с возрастом растения. Так, что, если у более старых растений метёлки сильно разветвлены, у более молодых экземпляров ветвление более редкое. Ветвление также реже встречается у растений на северной границе ареала.

## Охранный статус
Сельское хозяйство привело к сокращению численности C. eatoniae.

## Культивирование
Это особенно эффектный вид коноспермумов с ярко-синими цветками и садоводческим потенциалом в качестве срезанного цветка. Цветки пользуются большим спросом на японских рынках.